# Lago de Sarnen
El lago de Sarnen (del alemán: Sarnersee) es un lago de Suiza localizado en el cantón de Obwalden. Sarnen y Sachseln se encuentran en las costas de este lago. Su superficie es de alrededor de 7,5 km² y su profundidad máxima es de 51 m. Tiene alrededor de 6 km de largo y 1,3 km de ancho.